# Dury (Pas-de-Calais)
Dury település Franciaországban, Pas-de-Calais megyében. Lakosainak száma 306 fő (2022. január 1.). Dury Lécluse, Villers-lès-Cagnicourt, Récourt, Saudemont, Étaing, Éterpigny és Haucourt községekkel határos.

## Népesség
A település népességének változása:
| Lakosok száma | 344  | 341  | 349  | 350  | 339  | 329  | 318  | 312  | 306  |
|               | 2013 | 2015 | 2016 | 2017 | 2018 | 2019 | 2020 | 2021 | 2022 |